# Lasioglossum graaffi
Lasioglossum graaffi là một loài Hymenoptera trong họ Halictidae. Loài này được Cockerell mô tả khoa học năm 1941.